# Liga Mexicana de Beisebol
Liga Mexicana de Beisebol (em castelhano: Liga Mexicana de Beisebol), também conhecido pelo acrônico LMB, é o principal campeonato de liga de beisebol profissional que se disputa em México. Trata-se duma liga de verão, a diferença doutras ligas de beisebol mexicanas menos importantes que discorrem durante os meses de outono e inverno (como a Liga Mexicana do Pacífico, ou LMP). Assim pois, a LMB começa cada ano em março, e remata em agosto com os play-offs.
Pelo número de espectadores que enchem os estádios, a LMB é a 4ª liga de beisebol mais importante do mundo, depois da MLB norte-americana, da NPB japonesa e da KBO sul-coreana.

## Liga menor

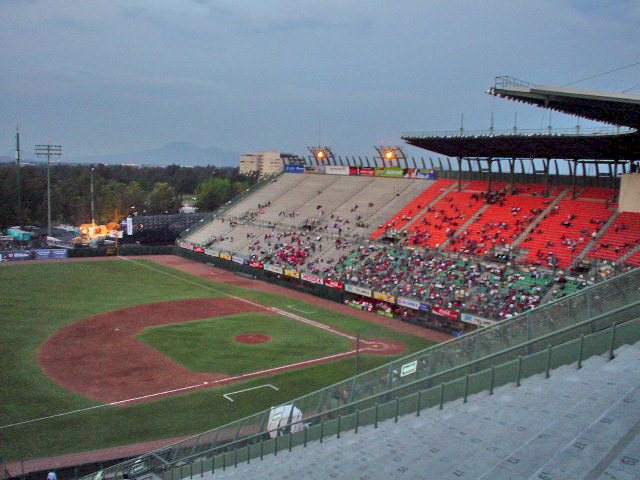
Foro Sol, em Cidade de México, lar dos Diablos Rojos

A Liga Mexicana de Beisebol nasceu no ano 1925, e desde 1955 forma parte do beisebol organizado norte-americano. A LMB é uma minor league de nível AAA, o que quere dizer que tem a máxima categoria dentro da estrutura das ligas menores da MLB norte-americana. As ligas menores são torneios associados à MLB nas que as equipas trabalham com os seus jogadores, com promessas saídas do sistema desportivo universitário norte-americano e com outros jogadores que as equipas da MLB querem pôr a proba. Muitas equipas da Liga Mexicana de Beisebol têm acordos assinados em exclusiva com equipas da Major League Baseball para a cessão de jogadores. A Liga Mexicana de Beisebol tem a particularidade de ser a única competição pertencente ó beisebol organizado norte-americano que está inteiramente fora dos Estados Unidos.

## Formato
O campeonato 2011 se jogará a 40 séries, 24 fronte a rivais da mesma zona (4 fronte a cada equipa, 2 como local e 2 como visitante), e 14 fronte a rivais da outra zona (2 fronte a cada equipa, 1 como local e 1 como visitante). Os primeiros 90 encontros se jogaram em séries de 3 (30 séries), enquanto as séries restantes se jogaram a 2 partidas (10 séries). Em total cada equipa jogará 110 encontros. No médio da temporada regular, a finais de maio, se jogará um jogo das estrelas.
Ó remate da temporada regular, as 4 melhores equipas de cada zona jogaram os play-offs. Primeiro jogaram o 1º de cada zona fronte ó 4º, e o 2º fronte ó 3º, em eliminatórias ó melhor de 7 encontros. Depois os ganhadores de cada eliminatória se enfrentaram entre si nas Séries do campeonato ó melhor de 7 encontros. As equipas campeões de cada Zona (Norte e Sul), se enfrentam por último nas Séries Finais, também ó melhor de 7 encontros, e o ganhador é o Campeão da Liga Mexicana de Beisebol. Nas Séries Finais tem vantagem de campo a equipa pertencente à Zona que ganha no "encontro das estrelas".

## Equipas
O torneio estará composto na temporada 2021 por 18 equipas, divididos em duas zonas, norte e sul.

## Equipas 2021
| Zona  | Equipa                       | Cidade              | Estado           | Estadio                                     |
| ----- | ---------------------------- | ------------------- | ---------------- | ------------------------------------------- |
| Norte | Acereros de Monclova         | Monclova            | Coahuila         | Estadio Monclova                            |
| Norte | Algodoneros de Unión Laguna  | Torreón             | Coahuila         | Estadio Revolución                          |
| Norte | Generales de Durango         | Durango             | Durango          | Estadio Francisco Villa                     |
| Norte | Mariachis de Guadalajara     | Guadalajara         | Jalisco          | Estadio Panamericano                        |
| Norte | Rieleros de Aguascalientes   | Aguascalientes      | Aguascalientes   | Estadio Alberto Romo Chávez                 |
| Norte | Saraperos de Saltillo        | Saltillo            | Coahuila         | Estadio Francisco I. Madero                 |
| Norte | Sultanes de Monterrey        | Monterrei           | Nuevo León       | Estadio de Béisbol Monterrey                |
| Norte | Tecolotes de los Dos Laredos | Nuevo Laredo Laredo | Tamaulipas Texas | La Junta Uni-Trade                          |
| Norte | Toros de Tijuana             | Tijuana             | Baja California  | Estadio Chevron                             |
| Sul   | Bravos de León               | León                | Guanajuato       | Estadio Domingo Santana                     |
| Sul   | Diablos Rojos del México     | Cidade de México    | Cidade de México | Estadio Alfredo Harp Helu                   |
| Sul   | Guerreros de Oaxaca          | Oaxaca              | Oaxaca           | Estadio Lic. Eduardo Vasconcelos            |
| Sul   | Leones de Yucatán            | Mérida              | Yucatán          | Estadio Kukulcán                            |
| Sul   | Olmecas de Tabasco           | Villahermosa        | Tabasco          | Parque Centenario 27 de Febrero             |
| Sul   | Pericos de Puebla            | Puebla              | Puebla           | Estadio Hermanos Serdán                     |
| Sul   | Piratas de Campeche          | Campeche            | Campeche         | Estadio Nelson Barrera Romellón             |
| Sul   | Rojos del Águila de Veracruz | Veracruz            | Veracruz         | Parque Deportivo Universitario "Beto Ávila" |
| Sul   | Tigres de Quintana Roo       | Cancún              | Quintana Roo     | Estadio Beto Ávila                          |

## Campeões
As equipas mais dominadoras da história da LMB são os Diablos Rojos del México, os Tigres de Quintana Roo e os Sultanes de Monterrey, com 15, 10 e 9 títulos respectivamente.
| Equipas          | Campionatos | Subcampionatos | Temporadas Campeão                                                                       | Temporadas Subcampeão                                                                                |
| ---------------- | ----------- | -------------- | ---------------------------------------------------------------------------------------- | --- |
| Diablos Rojos    | 15          | 17             | 1956, 1964, 1968, 1973, 1974, 1976, 1981, 1985, 1987, 1988, 1994, 1999, 2002, 2003, 2008 | 1940, 1941, 1946, 1947, 1957, 1958, 1963, 1966, 1970, 1977, 1991, 1995, 1996, 1997, 2000, 2001, 2011 |
| Tigres           | 10          | 6              | 1955, 1960, 1965, 1966, 1992, 1997, 2000, 2001, 2005, 2011                               | 1956, 1982, 1999, 2002, 2003, 2009                                                                   |
| Sultanes         | 9           | 6              | 1943, 1947, 1948, 1949, 1962, 1991, 1995, 1996, 2007                                     | 1953, 1969, 1986, 1994, 2006, 2008                                                                   |
| Rojos del Aguila | 5           | 4              | 1937, 1938, 1952, 1961, 1970                                                             | 1939, 1960, 1962, 1968                                                                               |
| Pericos          | 4           | 5              | 1925, 1963, 1979, 1986                                                                   | 1948, 1961, 1964, 1965, 2010                                                                         |
| Saraperos        | 3           | 6              | 1980, 2009, 2010                                                                         | 1971, 1972, 1973, 1988, 2004, 2005                                                                   |
| Leones           | 3           | 3              | 1957, 1984, 2006                                                                         | 1954, 1989, 2007                                                                                     |
| Piratas          | 2           | 0              | 1983, 2004                                                                               | - |
| Broncos          | 1           | 2              | 1969                                                                                     | 1967, 1981                                                                                           |
| Olmecas          | 1           | 0              | 1993                                                                                     | - |
| Guerreros        | 1           | 0              | 1998                                                                                     | - |
| Acereros         | 0           | 1              | -                                                                                        | 1998                                                                                                 |
| Petroleros       | 0           | 0              | -                                                                                        | - |
| Vaqueros         | 0           | 0              | -                                                                                        | - |